# Autostimolazione intracranica
L'autostimolazione intracranica (in inglese Intracranial self-stimulation (ICSS)) è una procedura sperimentale in cui i soggetti (in genere roditori) sono addestrati a inviare brevi impulsi elettrici in specifiche regioni del proprio cervello che sono considerate parte del sistema di ricompensa.
Scoperta nel 1954 da James Olds e Peter Milner, questa tecnica si è rivelata particolarmente utile per chiarire l'anatomia e la fisiologia del sistema di ricompensa.
Nell'esperimento originale, il soggetto sperimentale può innescare la scarica elettrica premendo un pulsante collegato a un elettrodo precedentemente impiantato dallo sperimentatore in un'area specifica del cervello. Tale autostimolazione è preferita dal ratto anche al mangiare e al sesso, perché i "centri di ricompensa", o "centri di piacere" sono stimolati direttamente (ad esempio, corteccia prefrontale, talamo, nucleus accumbens). Sono sopportate dal ratto anche azioni che inducono dolore, ad esempio l'attraversamento di una griglia metallica elettrificata, pur di raggiungere il pulsante per l'autostimolazione.
La ICSS attiva il circuito del sistema di ricompensa e elicita pattern di risposta simili a quelli innescati dalle ricompense naturali, come cibo e sesso. Diversi esperimenti hanno dimostrato che la stimolazione dell'ipotalamo laterale, insieme ad altre regioni del cervello, è sia gratificante nonché inducente motivazione. La stimolazione elettrica del cervello e le iniezioni intracraniche di farmaci producono una sensazione di gratificazione robusta a causa di un'attivazione relativamente diretta del circuito di ricompensa. Questa attivazione è considerata più diretta delle ricompense prodotte dagli stimoli naturali, poiché in tal caso i segnali viaggiano generalmente attraverso i nervi periferici più indiretti.
L'effetto della ICSS è stato trovato in tutti i vertebrati testati, compreso l'uomo, e ha fornito uno strumento utile per comprendere come le ricompense naturali vengano elaborate in specifiche regioni e circuiti cerebrali.